# Léon Meiss
Léon Meïss (geb. 17. März 1896 in Sarrebourg; gest. 27. Juni 1966 in Courbevoie) war ein französischer Jurist und jüdischer Funktionär.
Léon Meïss studierte Jura an der Universität Straßburg und trat 1920 in den französischen Justizdienst ein, der ihn als Richter über Stationen in Brumath (1920), Straßburg (1921), Briey (1924), Saint-Die (1926), Charleville (1926), Epinal (1930), Briey (1933) und Nancy (1936) schließlich 1937 als Richter an das Berufungsgericht (Cour d'appel) in Paris führte.
Im September 1939 wurde er zum Militärdienst eingezogen und war als Militärrichter tätig. Am 17. Dezember 1940 wurde er als Jude aus rassischen Gründen aus dem Staatsdienst entlassen. Er zog nach Villeurbanne bei Lyon in das unbesetzte Frankreich und arbeitete in verschiedenen Berufen. Er engagierte sich in der jüdischen Gemeinde von Lyon und wurde Mitglied des Consistoire central israélite de France. 1943 wurde er dessen Vizepräsident, nach der Verhaftung von Jacques Helbronner dessen Nachfolger als Präsident (bis 1950). Meiss versteckte sich in Savoyen vor der Gestapo. Teile seiner Familie wurden verhaftet und nach Auschwitz deportiert. 1944 begründete er den Conseil représentatif des institutions juives de France als Dachverband aller jüdischen Organisationen Frankreichs, dessen Präsident er bis 1950 blieb.
Nach der Befreiung Frankreichs 1944 wurde er wieder in den Justizdienst aufgenommen, wurde 1944 Vizepräsident des Tribunal de la Seine, im Mai 1945 Richter am Berufungsgericht in Paris. Als Mitglied der französischen Delegation nahm er Ende 1945 am Nürnberger Prozess teil. Im März 1952 wurde er Kammervorsitzender am Berufungsgericht, im November 1955 Richter am Kassationsgericht (Cour de cassation).